# Amsterdam Chemie Farmacie NV
Amsterdam Chemie Farmacie NV (ACF) was een Nederlands chemie- en farmaceutisch bedrijf dat ontstond in 1967 na een fusie van de Amsterdamse Kininefabriek, de Nederlandse Kininefabriek en de Bandoengsche Kininefabriek Holland, die al een verregaande samenwerking hadden toen ze samen optrokken bij de inkoop van kinabast via het Kinabureau als Combinatie N.V. en Amsterdamsche, Bandoengsche en Nederlandsche Kininefabriek ("De Combinatie") en sinds 1956 onder de naam N.V. Nederlandse Combinatie voor Chemische Industrie (NedChem). NedChem werd vervolgens hernoemd tot ACF Chemiefarma. In 1986 werd ACF Chemiefarma opgesplitst in ACF Farma en ACF Chemie. ACF Chemie werd in 1991 overgenomen door DSM.
In 1969 gingen de handelspoot van ACF samen met de handelspoot van de Koninklijke Gist-Brocades NV over tot een joint-venture onder de naam Brocacef, dat zich vooral als groothandel in geneesmiddelen profileerde. Beide moedermaatschappijen bezaten 50% van de aandelen.
In 1995 werd ACF overgenomen door het Duitse Phoenix Groep (zelf onderdeel van Schulze).